# محمد بن حسن الزير
محمد بن حسن الزير، أستاذ جامعي وكاتب وباحث، وأحد أبرز أدباء المملكة العربية السعودية المعاصرين.

## الدراسة والعمل
حصل على الشهادة الجامعية في تخصص اللغة العربية من كلية اللغة العربية في جامعة الإمام محمد بن سعود الإسلامية عام 1392هـ/1974م، وعين معيدًا في نفس الكلية التي تخرج فيها في العام نفسه، ثم ابتعث إلى جمهورية مصر العربية لمواصلة دراسته العليا في جامعة القاهرة في أواخر عام 1394هـ/1974م، فحصل على درجة الماجستير في عام 1398هـ/1978م من قسم اللغة العربية وآدابها بكلية الآداب في جامعة القاهرة، ثم حصل على درجة الدكتوراه من القسم نفسه في عام 1402هـ/1982م، عمل أستاذًا في الأدب العربي من عام 1403هـ/1983م، ترقى إلى أستاذ مشارك عام 1412هـ/1992م، ثم أستاذ عام 1426هـ/2005م.
كما تولى العديد من المهام القيادية والمناصب، ومنها:
- عمل وكيلاً لعمادة شؤون المكتبات بجامعة الإمام محمد بن سعود الإسلامية من عام 1404هـ/1984م ثم أصبح عميدًا لها من عام 1408هـ/1987م حتى عام 1414هـ/1994م.
- عميد كلية اللغة العربية من  بالرياض عام 1417هـ/1997م.
- اختير ملحقًا ثقافيًا في القاهرة من عام 1418هـ/1998م حتى عام 1421هـ/2001م.
- عميد كلية اللغة العربية بين عامي 1421-1425هـ/ 2001-2004م.
- أصبح مديرًا لمعهد العربي الإسلامي في طوكيو ( المعهد تابع لجامعة الإمام محمد بن سعود الإسلامية) وذلك في عام 1426هـ/2005م.[1]

## إسهاماته الثقافية
- عضو في الاتحاد العربي للمكتبات والمعلومات.
- عضو في رابطة الأدب الإسلامي العالمية.
- عضو في الجمعية العلمية السعودية للغة العربية.
- ألقى عدة محاضرات داخل المملكة العربية السعودية وخارجها.
- شارك في تحكيم عدد من البحوث العلمية.
- له اهتمامات بالموضوعات الوطنية، إلى جانب الأدبية.
- له مشاركات إذاعية وتلفازية.
- كاتب للمقالات في بعض الصحف والمجلات.[2]

## مؤلفاته
- القصص في الحديث النبوي: دراسة فنية وموضوعية.
- الحياة والموت في الشعر النبوي.
- مختارات من القصص النبوي.
- السيرة النبوية في أدبيات الشيخ أبي الحسن الندوي .
- نظرة في المعنى الدلالي لقصيدة بانت سعاد.
- توظيف الأدب في جهود أبي الحسن الندوي الدعوية.
- المفهوم الشامل لمصطلح الأدب الإسلامي.
- مصطلح الأدب الإسلامي مصطلح للأدب لا للأدباء.
- مدخل إلى الأدب الحضرمي في المهجر الشرقي.
- رسالة السقيفة.
- نص قصصي من إبداع التوحيدي.
- الرسول صلى الله عليه وسلم ومختارات من أحاديثه القصصية الشريفة.
- الكناية في القرآن الكريم.
- القصة الإسلامية في عهد النبوة والخلفاء الراشدين.
- النابغة الجعدي.
- الحرية الإنسانية في الإسلام.
- الاقتصاد الإسلامي.
- أدب الدعوة الإسلامية في عهد النبوة والخلفاء الراشدين.
- ومصطلح الأدب الإسلامي: شبهات وآراء.[3]

## وصلات خارجية
- الكتابة عن اللسان العربي 1